# Tolva
Tolva (aragónul Tolba) község Spanyolországban, Huesca tartományban. Tolva Lascuarre, Castigaleu, Puente de Montañana, Viacamp y Litera és Benabarre községekkel határos. Lakosainak száma 132 fő (2024).

## Népesség
A település népessége az utóbbi években az alábbiak szerint változott:
| Lakosok száma | 194  | 180  | 193  | 175  | 152  | 148  | 127  | 121  | 132  | 132  |
|               | 2001 | 2004 | 2007 | 2009 | 2012 | 2014 | 2017 | 2019 | 2022 | 2024 |